# Nayef Aguerd
Nayef Aguerd (arabisch نايف أكرد; * 30. März 1996 in Kénitra) ist ein marokkanischer Fußballspieler, der aktuell bei West Ham United in der Premier League und der marokkanischen Nationalmannschaft als Innenverteidiger spielt.

## Karriere

### Verein
Aguerd begann 2011 bei der Mohammed VI Akademie. 2014 wechselte er in die Hauptstadt Marokkos zu FUS Rabat, wo er in seiner ersten Saison ein Tor in zwölf Spielen erzielte. Am Ende der Saison gewann Aguerd seinen ersten Titel als Profi, als FUS Rabat auf Platz eins der Botola stand. 2015/16 kam er schon öfters zum Einsatz und gewann den marokkanischen Pokal mit Rabat. In der Folgesaison stand er zusätzlich zur Liga noch in der Champions League auf dem Platz. In der darauf folgenden Spielzeit war er Stammspieler und kam regelmäßig zum Einsatz in der Botola Pro. 2018 wechselte Aguerd in die Ligue 1 zum FCO Dijon, bei denen er bei seinem Debüt am 3. Spieltag der Saison 2018/19 direkt einen Treffer erzielen konnte. In der restlichen Spielzeit schoss er zwei weitere Tore in zwölf weiteren Spielen. 2019/20 kam er aufgrund einer Sprunggelenksverletzung nur zwölf Mal zum Einsatz und schoss dabei ein Tor. Am Ende der Saison gab Aguerd bekannt, dass er zum Ligakonkurrenten Stade Rennes wechseln wird. In Rennes war er Stammspieler und spielte in Liga und Champions League. Sein internationales Debüt gab er in der Champions League am 20. Oktober 2020 (1. Spieltag) gegen den FK Krasnodar. Ende August 2021 verlängerte er seinen Vertrag bei dem Ligue-1-Klub bis Juni 2025. Insgesamt spielte Aguerd in der Saison 2021/22 40 Mal und traf in allen Wettbewerben zusammen viermal. Im Sommer 2022 verließ der Marokkaner Rennes und wechselte für 35 Millionen Euro zu West Ham United in die Premier League. Dabei stellte er zwei Rekorde auf. Er wurde zum teuersten Einkauf der Vereinsgeschichte von West Ham und gleichzeitig zum teuersten Abgang für Stade Rennes. Im Sommer 2024 wechselte er leihweise für eine Saison zu Real Sociedad San Sebastián.

### Nationalmannschaft
Aguerd spielte zweimal für die marokkanische U-23-Nationalmannschaft, bevor er am 31. August 2016 sein Debüt für das A-Team gegen die albanische Nationalmannschaft gab. Über vier Jahre verteilt spielte er vier Mal in der A-Nationalmannschaft. Am 2. September 2021 schoss er in einem WM-Qualifikationsspiel gegen den Sudan sein erstes Tor, als sein Team 2:0 gewann.

## Erfolge
FUS Rabat
- Marokkanischer Meister: 2015
- Marokkanischer Pokalsieger: 2016